# 경기미용고등학교
경기미용예술고등학교(Gyeonggi Beauty Art High School)는 경기도 의정부시 둔야로61번길 20에 있는 고등학교이다.

## 역사
- 2005년 2월 3일	경기도 의정부시 가능2동 745-30번지 경기북부미용학교 설립, 개교(경기도 교육감 지정 평생교육시설 비학력인정)
- 2005년 3월 11일	경기북부미용학교 (1년제 비학력인정) 제1회 입학식
- 2005년 10월 31일 경기도 교육감으로부터 고등학교 학력인정(3년제) 미용특성화 학교로 지정 받음. 인가 학급 1개 학년 4학급 (1부 2학급, 2부 2학급) 3개 학년 총12학급인가, 정원 480명. 교명을 경기미용고등학교로 개명.
- 2005년 11월 5일	경기미용고등학교 초대 김성일 이사장 취임.
- 2006년 1월 13일	경기북부미용학교 제1회 수료식
- 2006년 6월 16일	개교식
- 2007년 3월 2일	경기미용고등학교 제2회 입학식(160명)
- 2007년 9월 1일	제 2대 김성일 교장 취임.
- 2014년 11월 3일 경기미용예술고등학교로 교명 변경
- 2015년 3월 2일 경기미용예술고등학교 제10회 입학식(160명)

## 학과
- 전학년 공통
- 헤어
- 메이크업
- 피부
- 네일